# Alta cultura
Alta cultura és un concepte utilitzat de maneres diferents en entorns acadèmics, l'ús més comú de la qual és la valoració de certs productes artístics i culturals (especialment obres d'art, obres literàries i obres musicals) per ponderar-los com els de més alta estima. També designa la sofisticació de la cultura de les elits (aristocràcia o intelligentsia) per oposició a la cultura de les classes populars (tant a la cultura de masses com a la cultura popular), o a conceptes com el kitsch, el filisteïsme, allò bàrbar, rústic o primitiu; tots termes identificables amb el que pot denominar-se baixa cultura.

## High culture
Encara que al llarg de la història de la cultura hi ha hagut sempre una diferència de prestigi entre productes culturals, i concretament en la civilització occidental es va mantenir com una constant la referència a l'art i cultura clàssica grecoromana; el terme high culture va aparèixer per primera vegada en anglès en l'obra Culture and Anarchy de Matthew Arnold (1869). Arnold va definir cultura en el prefaci com "the disinterested endeavour after man's perfection" («l'obstinació desinteressada per la perfecció de l'home»), mentre que més endavant va escriure que cultura significava "know the best that has been said and thought in the world" («conèixer la millor [part] del que s'ha dit i pensat al món»), una definició específicament literària, que també incloïa a la Philosophy (terme que ha de ser traduït no literal o restrictivament -per "filosofia"- sinó extensament -per "ciència"-). Arnold veia la high culture, sense implicar hostilitat cap a les formes de low culture ("baixa cultura") o cultura tradicional, com una força a favor del ben moral i polític. En les diferents formes en què el seu punt de vista es va generalitzar, continua sent el concepte dominant d'alta cultura.
Les Notes Towards the Definition of Culture de T. S. Eliot (1948) van ser una obra de gran influència, que plantejava la necessitat d'entendre una complete culture ("cultura completa") com composta tant per l'alta cultura com per la cultura popular. The Usis of Literacy de Richard Hoggart (1957) va incidir en el mateix assumpte, preocupant-se per l'experiència cultural dels quals, com aquest mateix autor, accedien a la universitat provenint d'un entorn de classe obrera. Als Estats Units, Harold Bloom ha plantejat un punt de vista més exclusiu en les seves obres, com abans que ell F. R. Leavis. Tots dos, com Arnold, insisteixen en la centralitat de les altes produccions culturals, principalment literàries, del denominat western canon (cànon occidental).

## Hochkultur
El terme alemany Hochkultur designa tres conceptes radicalment diferents: l'equivalent a l'anglès high culture, el concepte historiogràfic que designa a certes cultures antigues i el que designa un tipus de viticultura.